# 龍岡郡

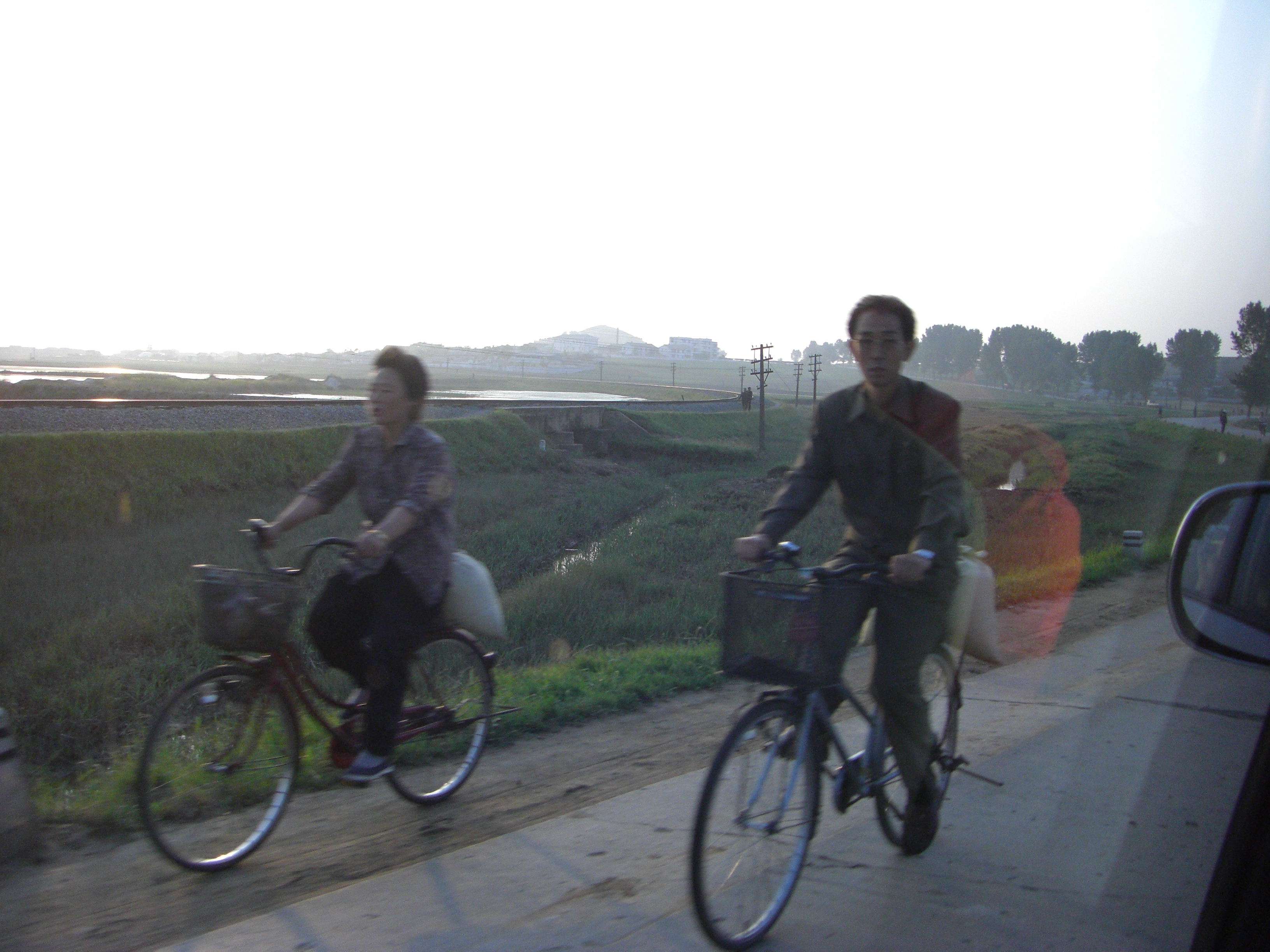
龍岡郡(2015)

龍岡郡（：／ Ryonggang gun */?）是朝鮮民主主義人民共和國南浦特級市的一個郡，西南為龍岡平原，東南隔大同江與首都平壤相望。最高點是西部的烏石山，海拔505公尺。2008年人口58,930人。下分1邑、10里。

## 歷史
王氏高麗始稱龍岡，1895年設郡。1978年大安勞動者區升格大安市（대안시），1979年併入南浦直轄市。2004年直轄市被撤，龍岡郡改隸平安南道。2010年再次被劃入南浦特別市。